# Fryderyk I (książę Brunszwiku)
Fryderyk I (ur. ok. 1357 r., zm. 5 czerwca 1400 r.) – książę Brunszwiku od 1373 r. z dynastii Welfów, przez część elektorów wybrany królem Niemiec w 1400 roku.

## Życiorys
Fryderyk był najstarszym synem księcia Brunszwiku Magnusa II Młodszego oraz Katarzyny, córki Bernarda III, księcia Anhalt-Bernburg. Jego ojciec od 1369 r. toczył wojnę przeciwko Wettinom o dziedzictwo po swoim kuzynie Wilhelmie II w księstwie Lüneburga (wojna o sukcesję w Lüneburgu), zginął jednak w 1373 r. Sam Fryderyk miał dziedziczyć po ojcu w Brunszwiku. Jego matka tymczasem zawarła układ z przeciwnikami ojca, wyszła za mąż za wettyńskiego księcia Lüneburga Albrechta Askańczyka, a swoich synów, Fryderyka i Bernarda wydała w 1386 r. za córki elektora saskiego Wacława (Fryderyk miał z małżeństwa z Anną saską dwie córki: Annę i Katarzynę). Jednak zaraz po 1386 r. Fryderyk, który krótko wcześniej zdołał objąć faktyczną władzę w Brunszwiku, włączył się w wojnę przeciwko Wettinom, którzy ostatecznie zostali pokonani w 1388 w bitwie pod Winsen.
Silna osobowość, inteligencja i zręczność Fryderyka zapewniły mu szereg sukcesów politycznych. W 1400 r. jego szwagier elektor saski Rudolf III wysunął jego kandydaturę do niemieckiej korony królewskiej. Doszło jednak do sporu ze zwolennikami elektora Palatynatu Ruprechta. Wybrany przez część elektorów na króla Niemiec, Fryderyk w drodze do domu został napadnięty przez hrabiego Waldeck Henryka VI i grupę heskich rycerzy (prawdopodobnie z inspiracji arcybiskupa Moguncji Jana II z Nassau) i zabity. 
Ponieważ Fryderyk pozostawił po sobie tylko dwie córki (Katarzynę i Annę), dziedzictwo w Brunszwiku objęli jego dwaj młodsi bracia.